# Đa tình kiếm khách, vô tình kiếm
Đa tình kiếm khách, vô tình kiếm (chữ Hán: 多情剣客無情剣) là một truyện kiếm hiệp nằm trong bộ Tiểu Lý phi đao (小李飛刀) của nhà văn Cổ Long. Nhân vật chính trong truyện là Thám hoa Lý Tầm Hoan, với tuyệt chiêu phóng phi đao, được võ lâm ca tụng là: Tiểu Lý phi đao, lệ bất hư phát.
| “ | Ngọn tiểu phi đao xuất hiện, tất cả đều phải ớn lạnh, vì đã chưa từng và có lẽ sẽ không người nào tránh được ngọn phi đao. Người ta chỉ sợ ngọn phi đao khi nó ở trên tay, và nó cũng chỉ khủng bố tinh thần địch thủ khi ở trên tay vì khi nó được phóng ra thì người ta sẽ không còn sợ nữa, người chết không biết sợ. Ngọn Tiểu Lý phi đao ấy chỉ thần kỳ như vậy khi ở trên tay Lý Tầm Hoan, một bậc kỳ tài trong võ lâm, một chàng lãng tử văn võ toàn tài, xuất thân từ một gia đình ba lần đỗ Thám Hoa. Chàng và kẻ mà toàn võ lâm căm phẫn Mai Hoa Đạo có phải là một? Chánh tà khôn phân? Liệu chánh và tà sẽ được quyết định bởi những ai??? | ” |

## Nội dung chính
Nhân vật chính của truyện là Lý Tầm Hoan. Ngoài ra còn có một số nhân vật khác như: Lâm Thi Âm, Thiết Giáp Kim Cương, Tiểu Phi, Lâm Tiên Nhi...
Lý Tầm Hoan sau mười năm sống ở quan ngoại trở về lại Trung Nguyên. Vừa đặt chân đến Trung Nguyên, Lý Tầm Hoan đã gặp một người thanh niên trẻ: Tiểu Phi, 1 tay kiếm siêu quần. Đồng thời họ Lý cũng bị dính vào một cuộc tranh chấp quyết liệt trong giới võ lâm nhằm giành lấy bộ Kim ty giáp. Hơn thế, Lý Tầm Hoan còn bị nghi oan là Mai Hoa Đạo, người đã gây ra vô số vụ giết người, cướp của. Họ Lý bị bắt và bị dẫn lên Thiếu Lâm Tự. Tại đây, với bản lĩnh tuyệt luân và trí thông minh của mình, Lý Tầm Hoan đã tự minh oan được cho mình, đồng thời giúp Thiếu Lâm Tự tìm ra nội gián. Cuối cùng, Lý Tầm Hoan nhận ra được Mai Hoa Đạo chính là “tàng kiếm giai nhân” Lâm Tiên Nhi, võ lâm đệ nhất mỹ nhân.

## Nhân vật Lý Tầm Hoan
Sinh ra trong một gia đình danh gia, mấy đời đỗ Thám Hoa, họ Lý cũng không ngoại lệ. Hơn thế, ngay từ nhỏ, Lý Tầm Hoan đã học được một môn võ công tuyệt thế, danh hiệu Tiểu Lý Phi Đao bắt đầu có từ đó. Phi đao của họ Lý phóng ra chưa trật bao giờ, thế nên mới có biệt hiệu "Tiểu Lý phi đao, lệ bất hư phát" (Phi đao của Tiểu Lý, phóng ra không sai trật).
Bên cạnh tài năng văn võ song toàn, họ Lý còn có 1 tấm lòng nhân hậu vô biên, và là người quá đa tình mà gây nên họa phải lưu tán giang hồ, bỏ cả sự nghiệp. Ban ơn cho người khác không để ý, nhận ơn của người khác nhớ suốt đời. Trong một trận đánh chí mạng với những địch thủ khi Lý Tầm Hoan bị mai phục, Long Tiêu Vân đã ra tay giúp đỡ Lý Tầm Hoan thoát chết, hai người trở thành anh em kết nghĩa. Sau này Long Tiêu Vân có cảm tình với Lâm Thi Âm-người yêu đính ước từ nhỏ của Lý Tầm Hoan mà tương tư sinh bệnh nằm liệt gường. Lý Tầm Hoan biết chuyện một mặt bảo Lâm Thi Âm chăm sóc cho Tiêu Vân, đồng thời từ bỏ sản nghiệp, tương lai phiêu bạt giang hồ. Lâm Thi Âm đã không rõ chuyện này, nghĩ Lý Tầm Hoan vô tình bạc nghĩa, ăn chơi phong lưu nên kết hôn cùng Long Tiêu Vân. Lý Tầm Hoan đã vì tình huynh đệ mà hi sinh tình yêu của mình.
Họ Lý có hai đam mê chính: uống rượu và khắc tượng gỗ (tượng của Lâm Thi Âm).

## Phi đao của họ Lý
Ngay từ nhỏ, Lý Tầm Hoan đã có cơ duyên học được 1 môn võ công tuyệt thế. Ngọn đao nhỏ bé, tầm thường trong tay hắn, khi đã bay ra trở thành vô cùng lợi hại, và đặc biệt chưa trật bao giờ. Trong đời, Lý đã tham gia hơn 300 trận đánh lớn nhỏ, ngọn phi đao phóng ra luôn luôn trúng đích, không sai 1 li. Uy danh Tiểu Lý Phi Đao vang dội khắp giang hồ. Trong cuốn Binh khí phổ của vị học giả uyên bác Bách Hiểu Sinh, phi đao của họ Lý được xếp thứ 3.
Rất nhiều cao thủ nhất nhì võ lâm đã bị bại dưới ngọn phi đao này. Trong đó có thể kể đến: Thượng Quan Kim Hồng, Thanh ma thủ Y Khốc, Cực Lạc Đồng Tử... và cả Bách Hiểu Sinh.

## Binh khí phổ
Binh khí phổ là một danh sách xếp hạng 72 vũ khí trên giang hồ và cao thủ dùng nó ở trong tác phẩm này.